# Dawson Mathis

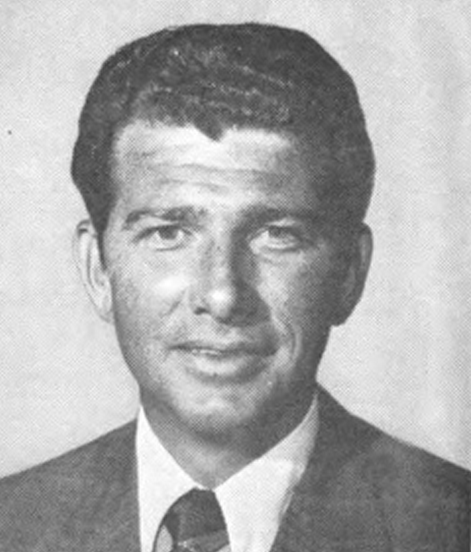
Dawson Mathis (1971)

Marvin Dawson Mathis (* 30. November 1940 in Nashville, Georgia; † 17. April 2017 in Tifton, Georgia) war ein US-amerikanischer Politiker. Zwischen 1971 und 1981 vertrat er den Bundesstaat Georgia im US-Repräsentantenhaus.

## Leben
Dawson Mathis besuchte die öffentlichen Schulen seiner Heimat und studierte danach am South Georgia College in Douglas. Zwischen 1964 und 1970 war er Nachrichtendirektor der Fernsehanstalt WALB-TV in Albany.
Politisch schloss sich Mathis der Demokratischen Partei an. Bei den Kongresswahlen des Jahres 1970 wurde er im zweiten Wahlbezirk von Georgia in das US-Repräsentantenhaus in Washington, D.C. gewählt, wo er am 3. Januar 1971 die Nachfolge von Maston E. O’Neal antrat. Nach vier Wiederwahlen konnte er bis zum 3. Januar 1981 fünf Legislaturperioden im Kongress absolvieren. In diese Zeit fielen unter anderem das Ende des Vietnamkrieges und die Watergate-Affäre.
Im Jahr 1980 strebte Dawson Mathis erfolglos die Nominierung seiner Partei für die Wahlen zum US-Senat an; Sieger der Primary wurde Amtsinhaber Herman Talmadge. Danach zog Mathias sich aus der Politik zurück. In den folgenden Jahren arbeitete er als privater Rechtsanwalt.